# Бабрак Кармал
Бабрак Кармал (Камари, 6. јануар 1929 — Москва, 3. децембар 1996) био је авганистански политичар и комуниста, секретар владајуће Народне демократске партије Авганистана (1979—1986) председник (1979—1986) и премијер Авганистана (1979—1981).

## Биографија
Рођен је 1929. у близини Кабула у породици генерала авганистанске армије. Кармалови преци по очевој линији су пореклом из индијског Кашмира, из којег су се одселили у време када је Кашмир био део краљества Дурани. Мајка му је била Пуштунка из племена Гилзај. Првобитно је његово име било Султан Хусеин, које је он затим променио у типично авганско име.
За време студија на Универзитету у Кабулу усвојио је идеје комунизма. Године 1965, придружио се Народној демократској партији Авганистана. Био је вођа партијске фракције Парчам. Од 1965. године до 1973. године био је посланик у авганистанском парламенту.
Након Саур револуције 1978. године, постао је заменик председника Револуционарног већа. Након што је унутар НДПА ојачала фракција Халк, Кармал је у лето 1978. године смењен са ове функције и постављен за амбасадора Авганистана у Чехословачкој. Након неуспешног покушаја парчамоваца да изврше пуч у јесен 1978. године, Кармал је био оптужен за организовање завере против владе у Кабулу и смењен са функције амбасадора. Није се вратио у земљу, па је остао у егзилу.

### Вођа Авганистана
Након уласка совјетских снага у Авганистан децембра 1979. године и смрти дотадашњег вође Хафизуле Амина, постао је главни секретар НДПА, председник Револуционарног већа и председник Већа министара. С функције премијера сишао је 1981. године.
Пошто није успео да побољша стање у држави током совјетске интервенције, био је 4. маја 1986. одлуком 18. седнице НДПА ослобођен функције главног секретара партије због „здравствених разлога“, али је и даље остао члан Политбироа. У потпуности је уклоњен с власти под утицајем промена у Совјетском Савезу након доласка Михаила Горбачова. Крајем 1986. године, смењен је са функције председника Револуционарног већа.

### Каснији живот
Након одласка с власти био је присиљен на одлазак у изгнанство, а живео је у дачи у близини Москве. Његов наследник, Мохамад Наџибула, из непознатих га је разлога позвао натраг у Авганистан како би ојачао легитимитет своје владе. Након пада Наџибулине владе и победе муџахедина у грађанском рату 1992. године, Кармал је поновно отишао у Москву.
У каснијим годинама, здравствено стање му се погоршало. Имао је болест бубрега. Умро је 3. децембра 1996. године у Централној клиници у Москви.